# Shawnta Rogers
Shawnta Darnell Rogers (Baltimora, 5 gennaio 1976) è un ex cestista statunitense, professionista negli Stati Uniti e in Europa.
In campo ricopriva il ruolo di playmaker, considerata anche la sua altezza di soli 163 cm.

## Carriera
Eccezion fatta per il primo anno (in cui giocò in patria nella lega IBL), la sua carriera da professionista si sviluppa interamente nel continente europeo.
Vive in Francia la prima esperienza da cestista fuori dai confini nazionali, giocando con il Le Mans Sarthe Basket dal 2000 al 2003. In tutte e tre le stagioni scende in campo nella massima serie transalpina chiudendo con medie superiori ai 15 punti di media a partita, ricevendo la chiamata per gli All-Star Game francesi 2001 e 2002. Con la sua squadra è inoltre impiegato nelle coppe europee, rispettivamente in Coppa Korać e in Coppa Saporta. Nel 2003 si trasferisce all'ASVEL Villeurbanne, formazione impegnata anche in Eurolega, ma è costretto a saltare parte della stagione a causa di una pubalgia.
Approda per la prima volta in Italia nell'estate del 2004, quando firma un contratto annuale con la Pallacanestro Cantù: qui il suo apporto sfiora i 10 punti a gara, con medie del 41,6% da due punti e del 40,3% da tre oltre a 2,6 assist. Con la sua squadra si piazza 5º in classifica al termine della regular season, salvo poi uscire subito ai quarti di finale dei play-off scudetto contro Milano.
Pochi mesi più tardi, nel novembre 2005, torna in Italia accordandosi con Castelletto Ticino, neopromossa compagine al debutto nel campionato di Legadue: i 16 punti a partita di Rogers contribuiscono alla salvezza del club.
Al termine di un'annata trascorsa in Belgio tra le file del Dexia Mons-Hainaut, fa ritorno a Le Mans per disputare tre incontri. Nuovamente Francia nel campionato successivo dove inizia la stagione con la maglia dello Chalon, ma a febbraio passa in Legadue a Montecatini dove non riuscì ad evitare la retrocessione dei rossoblu in Serie A Dilettanti.
Nel gennaio 2009 viene ingaggiato dallo Hyères-Toulon, mentre nell'estate seguente si lega contrattualmente al Rouen rimanendo così nel massimo campionato francese.

## Palmarès
- Miglior tiratore da tre punti IBL (2000)